# Olympische Sommerspiele 1972/Ringen – Griechisch-römischer Stil Papiergewicht (Männer)
Das Ringen im griechisch-römischen Stil der Männer in der Klasse bis 48 kg bei den Olympischen Sommerspielen 1972 wurde vom 5. bis 10. September in der Ringer-Judo-Halle auf dem Messegelände Theresienhöhe ausgetragen.

## Wettkampfformat
Die Kampfzeit war auf drei Mal drei Minuten beschränkt. Ein Ringer blieb so lange im Turnier, bis er mit sechs Minuspunkten belastet war. Sobald nur noch zwei oder drei Athleten übrig waren, wurde eine Finalrunde um die Medaillen ausgetragen.
Minuspunkte wurden wie folgt verteilt:
- 0,5: Sieg durch technische Überlegenheit
- 1: Sieg nach Punkten
- 2: Unentschieden
- 2,5: Unentschieden, Passivität
- 3: Niederlage nach Punkten
- 3,5: Niederlage durch technische Überlegenheit des Gegners
- 4:  Niederlage durch Schultersieg des Gegners, Passivität, Verletzung

## Ergebnisse
Legende
- MPG – Minuspunkte Gesamt
- MPK – Minuspunkte in diesem Kampf

### Runde 1
| MPG | MPK |                          | Zeit |                         | MPK | MPG |
| --- | --- | ------------------------ | ---- | ----------------------- | --- | --- |
| 4   | 4   | Habib Dlimi              | 8:19 | Mohamed El-Malky Ragheb | 0   | 0   |
| 0   | 0   | Rahim Aliabadi           | 6:54 | Hızır Sarı              | 4   | 4   |
| 4   | 4   | Wayne Holmes             | 4:25 | Bernd Drechsel          | 0   | 0   |
| 4   | 4   | Ferenc Seres             | 7:43 | Gheorghe Berceanu       | 0   | 0   |
| 4   | 4   | Wladimir Subkow          | 8:50 | Stefan Angelow          | 0   | 0   |
| 3   | 3   | Ochirdolgoryn Enkhtaivan |      | Lennarth Svensson       | 1   | 1   |
| 1   | 1   | Lorenzo Calafiore        |      | Bernard Szczepański     | 3   | 3   |
| 4   | 4   | Mohieddin El-Sas         | 6:43 | Alfredo Olvera          | 0   | 0   |
| 3   | 3   | Sotiris Ventas           |      | Raimo Hirvonen          | 1   | 1   |
| 0,5 | 0,5 | Kazuharu Ishida          |      | Günter Maas             | 3,5 | 3,5 |

### Runde 2
| MPG | MPK |                          | Zeit |                   | MPK | MPG |
| --- | --- | ------------------------ | ---- | ----------------- | --- | --- |
| 8   | 4   | Habib Dlimi              | 6:58 | Rahim Aliabadi    | 0   | 0   |
| 5   | 1   | Hızır Sarı               |      | Wayne Holmes      | 3   | 7   |
| 4   | 4   | Bernd Drechsel           | 1:08 | Ferenc Seres      | 0   | 4   |
| 0   | 0   | Gheorghe Berceanu        | 8:09 | Wladimir Subkow   | 4   | 8   |
| 0,5 | 0,5 | Stefan Angelow           |      | Lennarth Svensson | 3,5 | 4,5 |
| 1   | 0   | Lorenzo Calafiore        | 3:56 | Alfredo Olvera    | 4   | 4   |
| 7   | 4   | Bernard Szczepański      | 1:32 | Sotiris Ventas    | 0   | 3   |
| 2   | 1   | Raimo Hirvonen           |      | Kazuharu Ishida   | 3   | 3,5 |
| 3,5 |     | Günter Maas              |      | Freilos           |     |     |
| 0   |     | Mohamed El-Malky Ragheb  |      | DNA               |     |     |
| 3   |     | Ochirdolgoryn Enkhtaivan |      | DNA               |     |     |
| 4   |     | Mohieddin El-Sas         |      | DNA               |     |     |

### Runde 3
| MPG | MPK |                   | Zeit |                   | MPK | MPG |
| --- | --- | ----------------- | ---- | ----------------- | --- | --- |
| 6,5 | 3   | Günter Maas       |      | Rahim Aliabadi    | 1   | 1   |
| 9   | 4   | Hızır Sarı        | 5:55 | Bernd Drechsel    | 0   | 4   |
| 7   | 3   | Ferenc Seres      |      | Stefan Angelow    | 1   | 1,5 |
| 0   | 0   | Gheorghe Berceanu | 7:53 | Lennarth Svensson | 4   | 8,5 |
| 1   | 0   | Lorenzo Calafiore | 7:59 | Sotiris Ventas    | 4   | 7   |
| 7,5 | 3,5 | Alfredo Olvera    |      | Raimo Hirvonen    | 0,5 | 2,5 |
| 3,5 |     | Kazuharu Ishida   |      | Freilos           |     |     |

### Runde 4
| MPG | MPK |                 | Zeit |                   | MPK | MPG |
| --- | --- | --------------- | ---- | ----------------- | --- | --- |
| 4   | 0,5 | Kazuharu Ishida |      | Rahim Aliabadi    | 3,5 | 4,5 |
| 7   | 3   | Bernd Drechsel  |      | Gheorghe Berceanu | 1   | 1   |
| 2,5 | 1   | Stefan Angelow  |      | Lorenzo Calafiore | 3   | 4   |
| 2,5 |     | Raimo Hirvonen  |      | Freilos           |     |     |

### Runde 5
| MPG | MPK |                   | Zeit |                   | MPK | MPG |
| --- | --- | ----------------- | ---- | ----------------- | --- | --- |
| 6   | 3,5 | Raimo Hirvonen    |      | Rahim Aliabadi    | 0,5 | 5   |
| 7   | 3   | Kazuharu Ishida   |      | Stefan Angelow    | 1   | 3,5 |
| 1   | 0   | Gheorghe Berceanu | 0:00 | Lorenzo Calafiore | 4   | 8   |

### Finalrunde
| MPG | MPK |                   | Zeit |                   | MPK | MPG |
| --- | --- | ----------------- | ---- | ----------------- | --- | --- |
|     | 3   | Rahim Aliabadi    |      | Gheorghe Berceanu | 1   |     |
|     | 4   | Stefan Angelow    | 2:00 | Rahim Aliabadi    | 0   | 3   |
| 1   | 0   | Gheorghe Berceanu | 0:00 | Stefan Angelow    | 4   | 8   |